# Daniel Persson i Tällberg

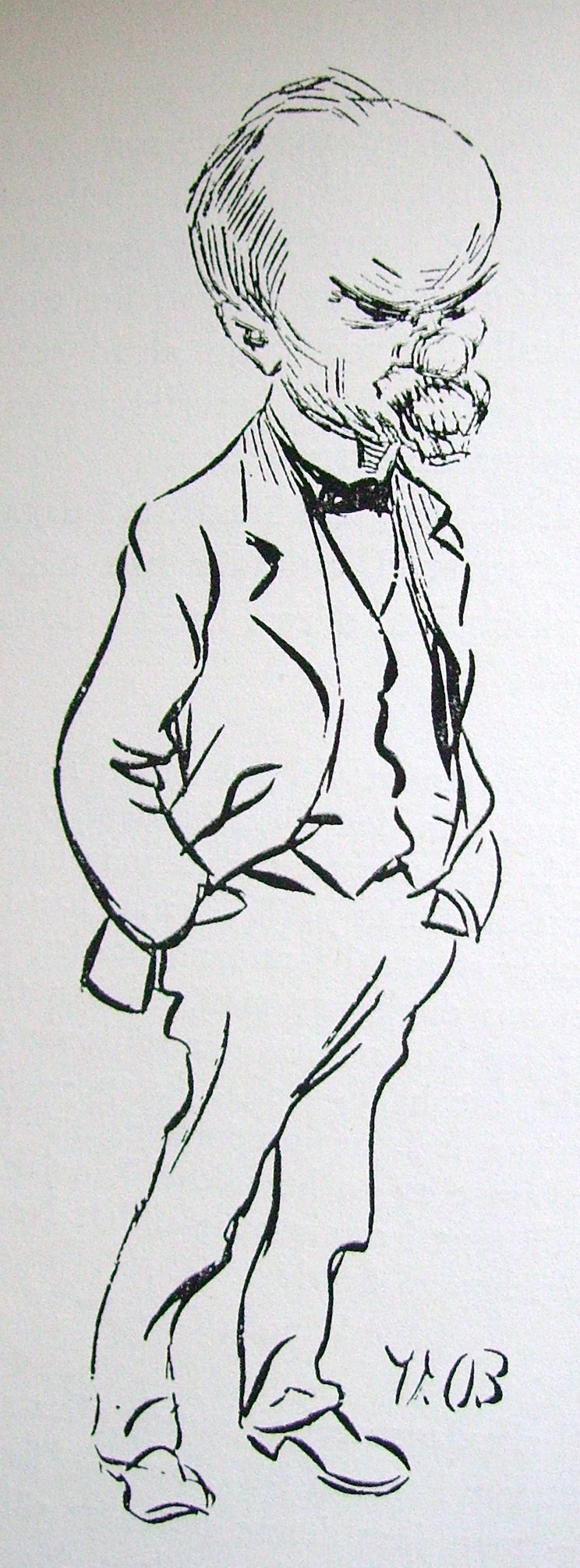
Persson i Tällberh karikerad av Victor Bergdahl i Puck.

Daniel Persson, Daniel Persson i Tällberg, född 10 mars 1850 i Laknäs by, Leksands socken, död 23 maj 1918 i Tällberg, var en svensk politiker, riksdagsledamot (andra kammaren) från 1891 till sin död, talman i andra kammaren 1918. Daniel Persson var ordförande för Liberala samlingspartiet 1916–18 och för Frisinnade landsföreningen 1917–18.

## Biografi
Daniel Persson växte upp i Laknäs där fadern Kus Per Persson var hemmansägare och häradsdomare. Han deltog i ungdomen flitigt i skogs- och jordbruksarbetet, men kom även snart att vara fadern behjälplig vid bouppteckningar, arvsutredningar, skogsfördelningar och auktioner med mera. Daniel Persson drev även en tid lanthandel i byn. 1882 blev han nämndeman i Leksands, Åls och Bjursås tingslag. Vid riksdagsupplösningen 1887 ställde han upp som motkandidat mot Liss Olof Larsson, vars arbete för livsmedelstullar och politiska utveckling i allmänhet föga överensstämde med väljarnas önskningar. 
Valförrättarens åtgärd att på grund av förment tvetydighet kassera i Leksand avgivna 492 valsedlar ledde till, att vid elektorsvalet Liss Olof Larsson erhöll 11 röster eller en mer än Persson, som eljest erhållit samtliga 21. Det av K. M:t påbjudna nya valet ägde rum först så sent, att Persson, som då valdes, ej hann deltaga i sommarriksdagen. Vid höstvalet 1887 erhöll Persson ett stort antal röster, men lyckades först vid valet 1890 besegra Liss Olof Larsson och alltsedan 1891 års riksdag tillhörde han andra kammaren. I riksdagen representerade han Leksands, Åls och Bjursås tingslags valkrets (senare benämnd Leksands tingslags valkrets) 1891–1911 och därefter Kopparbergs läns norra valkrets.
Slagfärdig och fyndig i debatten, klipsk och förslagen, energisk och arbetsam, tilldrog han sig ganska snart bemärkthet och blev med åren en av kammarens och sitt partis mest inflytelserika medlemmar. Efter ledamotskap i tillfälliga utskott (1892, 1894–1896) och suppleantskap i konstitutionsutskottet (1893) och i statsutskottet (1897–1899) var han ledamot av statsutskottet 1900–1909 och av jordbruksutskottet från 1910 (vice ordförande 1910–1911 och ordförande från 1912). Han var dessutom ledamot av pensionsutskottet 1899, särskilda utskottet vid första och andra urtima riksdagen 1905, ångpannelagutskottet 1906, prästlöne- regleringsutskottet 1909 och 1910 samt folkpensioneringsutskottet 1913. 
Persson utsågs till vice talman i andra kammaren 1913 och 1914 och innehade samma position även riksdagarna 1915–1917. År 1918 blev han talman, men måste redan 8 mars samma år av hälsoskäl avsäga sig detta uppdrag.
Han var flitigt anlitad för kommittéuppdrag: angående granskning av tullverkets stater (1900–1902), befästningsanordningarna vid Boden (1905–1906), försvarskommittén (1907–1909), skiftesstadgekommittén (1906–1911), fögderiförvaltningskommittén (1909–1912) och av fjärde försvarsberedningen (angående övningstiden, 1911–1914). Sedan 1911 var han ledamot av civilkommissionen och av jordbrukskommissionen i Kopparbergs län samt av järnvägsrådet. 
Redan 1893 motionerade Persson om nedsättning av valbarhets-census till första kammaren till hälften och om arvode till dess ledamöter. Förslaget, som förnyades 1894, blev, då det åter framställdes 1907, den omtalade så kallade Tällbergslinjen, som gav uppslaget till den lösning av rösträttsfrågan som riksdagen valde. Perssons agerande härvid, som innebar en brytning med Liberala samlingspartiets ståndpunkt i rösträttsfrågan, åstadkom stor misstämning inom partiet och bidrog till att han 1908 inte kom att tillhöra partiets förtroenderåd, som han dittills hade varit ledamot av alltsedan partiets bildande 1900. 
Vid inträdet i riksdagen anslöt sig Persson till det frihandelsvänliga Gamla lantmannapartiet, men gick efter Lantmannapartiernas sammanslutning 1895 som vilde 1896–1899 och var sedan en av inbjudarna till Liberala samlingspartiets bildande 1900. Han var ledamot av Frisinnade landsföreningens förtroenderåd och verkställande utskott. Han var också landstingsman från 1907, därunder landstingets vice ordförande 1910–1911 och ordförande från 1912. Han var också sedan 1908 vice ordförande i länets hushållningssällskap. Han var medlem av kyrkomötena 1909 och 1915.